# Historischer Nationalpark Göreme
Der Historische Nationalpark Göreme (türkisch Göreme Tarihî Millî Parkı) ist ein Schutzgebiet in der Türkei. Es wurde 1985 ausgewiesen und ist 95,72 km² groß. Der Park ist eine von zwei Weltnaturerbestätten der Türkei. Im Zentrum des Parks liegt Göreme, das für seine Höhlenarchitektur und Tuffsteinformationen bekannt ist.